# AG-56
La autovía AG-56 o Autovía Santiago de Compostela-Noya es una autovía autonómica de la Junta de Galicia que transcurre entre Conxo (Santiago de Compostela) y Gundín con el proyecto previsto de la prolongación hasta Orro, cerca de Noya. Consta de unos 29,43 kilómetros y la velocidad limita a 120 km/h.

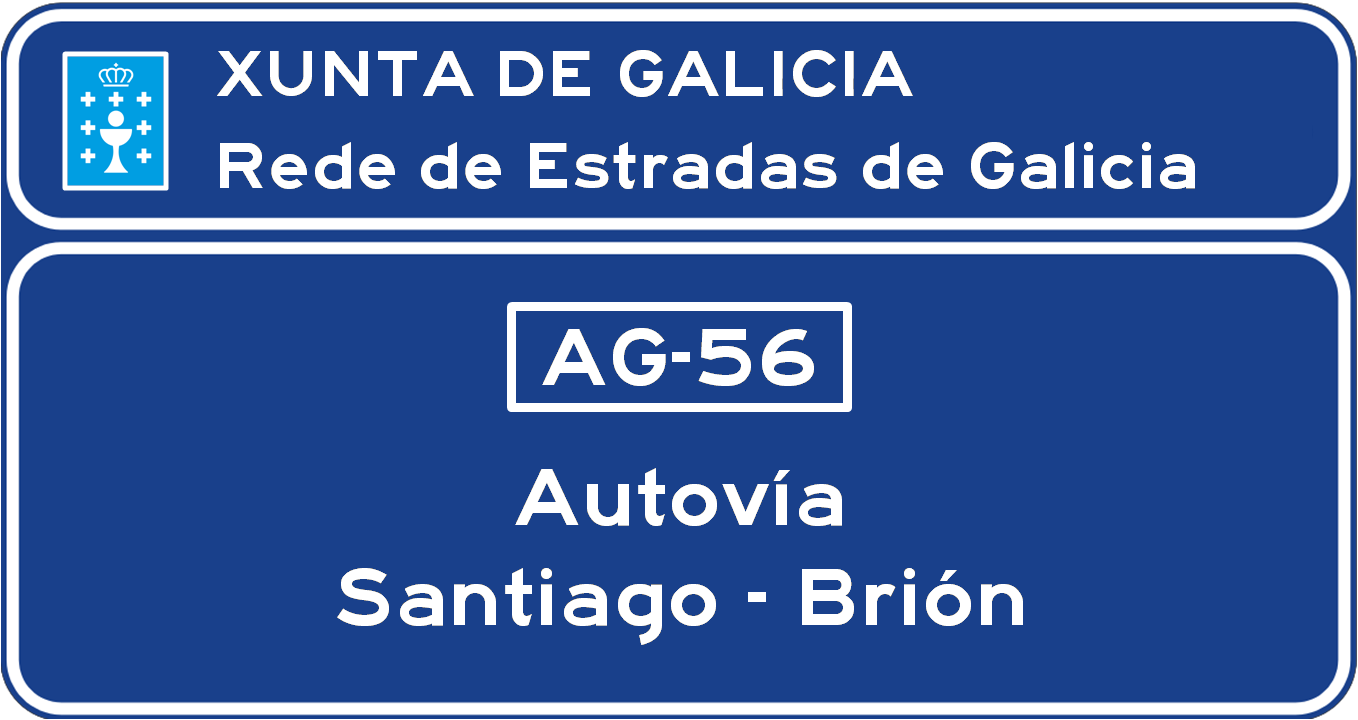
Señal de confirmación de la autovía Santiago - Brión AG-56.

## Historia
El proyecto de la autovía había anunciado en julio de 2003 cómo parte del Plan Galicia, para dar una alternativa a la carretera AC-543 y unir Santiago de Compostela con la Ría de Muros y Noya y las primeras obras de la autovía entre Santiago de Compostela y Brión iniciaron en enero de 2006. El primer tramo entre Santiago de Compostela y Brión ha sido inaugurado por Emilio Pérez Touriño, el 15 de febrero de 2008.
Posteriormente, en junio de 2009, se retomó el proyecto del corredor CG-1.5 con un nuevo trazado, estimando que estaría terminado a finales de 2011. Esta vía y, un nuevo puente sobre la ría, que había sido promesa electoral durante la campaña, que ya se había prometido en los últimos tiempos de gobierno de Manuel Fraga.
Los dos tramos, el primer tramo, fue inaugurado el 5 de octubre de 2010 que une las localidades de Brión y Martelo, siendo inaugurado por el presidente de la Junta de Galicia, Alberto Núñez Feijóo, que auguraba que cuándo rematara la obra, se desdoblaría en autovía. El segundo tramo fue inaugurado el 16 de febrero de 2011 que une las localidades Martelo y Orro y en este tiempo, se auguró el desdoblamiento en autovía para 2015. La conexión con el nuevo puente sobre la Ría de Muros y Noya (carretera AC-549) fue inaugurado el 4 de julio de 2014, esta dicha conexión es la final del corredor que le rodea por el norte de Noya.
En diciembre de 2017 había anunciado el trámite del desdoblamiento del corredor CG-1.5 en el tramo entre Gundín y Orro y en la actualidad aun sigue gestionado el trámite sin avances a someter a información pública del proyecto. En este anuncio  solo se proyecta un tramo de 9,66 kilómetros entre Gundín y Sedofeito y cuando finalicen las obras de este tramo, procederá el proyecto de desdoblamiento hasta Orro con la conexión a la variante de Noya. En diciembre de 2023, ha iniciado el trámite ambiental de la primera fase del desdoblamiento del correcto.
El proyecto ha sido aprobado de forma provisionalmente y sometida a información pública, en noviembre de 2024. En marzo de 2025, se ha aprobado de forma definitivamente del proyecto de trazado. En julio de 2025, se divide en 2 subtramos del tramo Gundín-Sedofeito, se ha licitado las obras del primer subtramo entre Brión y el enlace de Urdilde, y solo le queda pendiente del siguiente subtramo desde el enlace de Urdilde hasta Sedofeito.

## Tramos
| Denominación | Tramo                                                             | Kilómetros | Año servicio / Estado (2025)                                                                                                   |
| ------------ | ----------------------------------------------------------------- | ---------- | --- |
| AG-56        | AP-9 Conxo - AC-543 Gundín                                        | 12,6       | 2008 |
|              | AC-543 Gundín - Sedofeito Subtramo: Gundín - Enlace de Urdilde    | 4,9        | Obras licitadas (pendiente adjudicación de obras)                                                                              |
|              | AC-543 Gundín - Sedofeito Subtramo: Enlace de Urdilde - Sedofeito | 4,8        | Proyecto aprobado definitivamente (pendiente licitación de obras)                                                              |
|              | Sedofeito - AC-549 AC-550 Orro                                    | 6,9        | Estudio informativo terminado (pendiente licitación de proyecto) (proyecto de duplicación del actual corredor gallego CG-1.5 ) |

## Salidas
| Velocidad | Esquema | Salida | Sentido Orro (AC-549 y AC-550)                                                         | Carriles | Sentido Conxo (AP-9) | Carretera      | Notas |
| --------- | ------- | ------ | -------------------------------------------------------------------------------------- | -------- | --- | -------------- | ----- |
|           |         |        | Comienzo de la Autovía de Santiago de Compostela-Noya AG-56 Procede de: E-1 AP-9 Conxo |          | Fin de la Autovía de Santiago de Compostela-Noya AG-56 Incorporación final: E-1 AP-9 Dirección final: E-1 AP-9 La Coruña AP-53 Orense AG-59 La Estrada E-1 AP-9 Padrón Pontevedra | E-1 AP-9       |       |
|           |         |        | viaducto de SC-20 200 metros                                                           |          | viaducto de SC-20 200 metros |                |       |
|           |         | 1      | SC-20 Santiago de Compostela O Milladoiro Pontevedra                                   |          | SC-20 Santiago de Compostela O Milladoiro Pontevedra | SC-20          |       |
|           |         |        | viaducto de Casal 400 metros                                                           |          | viaducto de Casal 400 metros |                |       |
|           |         | 3      | VG-1.7 Galanas N-550 Padrón Pontevedra                                                 |          | VG-1.7 Galanas N-550 Padrón Pontevedra | VG-1.7         |       |
|           |         |        | viaducto de río Sar 200 metros                                                         |          | viaducto de río Sar 200 metros |                |       |
|           |         | 5      | AC-543 Santiago de Compostela Bertamiráns (este)                                       |          | AC-543 Santiago de Compostela Bertamiráns (este) | AC-543         |       |
|           |         |        | Regato de los Pasos 150 metros                                                         |          | Regato de los Pasos 150 metros |                |       |
|           |         | 7      | AC-544 Bertamiráns (norte) Negreira DP-0203 Ames                                       |          | AC-544 Bertamiráns (norte) Negreira DP-0203 Ames | AC-544 DP-0203 |       |
|           |         | 10     | AC-451 Brión AC-543 Bertamiráns AC-304                                                 |          | | AC-304         |       |
|           |         |        | viaducto de Brión 490 metros                                                           |          | viaducto de Brión 490 metros |                |       |
|           |         | 10     |                                                                                        |          | AC-451 Brión AC-543 Bertamiráns AC-304 | AC-451         |       |
|           |         |        | Regato de Pego 76 metros                                                               |          | Regato de Pego 76 metros |                |       |
|           |         |        | Fin de la Autovía de Santiago de Compostela-Noya AG-56 Dirección final: CG-1.5 Noya    |          | Inicio de la Autovía de Santiago de Compostela-Noya AG-56 Procede de: CG-1.5 Gundín                                                                                               | CG-1.5         |       |
|           |         |        | En proyecto Tramo: Gundín-Sedofeito                                                    |          | En proyecto Tramo: Gundín-Sedofeito |                |       |